# 宁悫妃
宁悫妃（17世纪？—1694年），董鄂氏，滿洲正红旗人，长史喀济海之女，清朝顺治帝之庶妃，康熙帝尊封其為皇考寧愨妃。

## 生平
根據《董鄂氏族史料集》等史料的記載，她和孝献皇后及贞妃均出自努愷爱塔大系董鄂氏，世居董鄂城（今辽宁省桓仁满族自治县八里甸子镇韭菜园子村）。祖先同為努愷爱塔。不過，寧愨妃一支為满洲著名爵邸世家，並且經常和宫廷联姻，發跡先於孝獻皇后和貞妃的那支董鄂氏。例如四叔公三等勇勤端恪公兼都統和碩圖尙禮烈親王長女郡主、五叔父二等伯杜雷尚禮烈親王第三女郡主等。她是尚努爾哈赤長女固倫端莊公主嫩哲的三等勇勤公兼議政五大臣之一何和禮之曾孫女。祖父副都統多濟理，父亲长史喀济海。
順治年間，董鄂氏入宫侍奉清世祖福临，位份為小福晉，屬於小福晉級庶妃中享有較高待遇者。顺治十年（1653年）七月十七日丑时，董鄂氏生皇次子裕憲亲王福全，惟福全有一隻眼睛殘疾。順治十八年初，族姐妹董鄂氏為順治帝殉葬，她本人則因出身滿洲著名爵邸世家而免於殉葬。
根據乾隆朝《清内务府京城全图》的記載，在康熙年間被改造为宁寿旧宫的咸安宫依然保持着以前的格局。咸安宮宫院的北部可见三座并排、布局类似寿康宫之寿三宫的小院落。仁宪皇太后住在咸安宮时，日後的淑惠妃、宁悫妃和塞姆肯额涅福金等顺治帝尚存的妃嬪都在宫院北部的三座小院落裏住着。
康熙十二年（1673年）十二月初四日，小福晉董鄂氏被康熙帝尊为皇考寧謐妃，屬於尊封為妃的四人中唯一並非福晉級庶妃者。康熙三十一年十一月二十七日辰時，安誠妃帶著娘家陪奉二人和宮女五人遷移王府居住，成為清朝第二位居住在紫禁城外的先朝妃嬪。目前所知，生有皇子並居住在王府中的雙字封號妃嬪僅有寧愨妃董鄂氏，可以確定“安誠妃”即是“寧愨妃”。
康熙三十三年（1694年）六月二十一日，《居易錄》記載安愨妃在裕親王府去世。公侯伯以下的滿漢文武官員都赴裕親王府齊集。康熙帝及仁憲皇太后親自到來看視，康熙帝甚至冠摘纓緯，並且祭酒行禮，餘儀與恭靖妃喪禮相同。康熙五十七年（1718年）二月十九日，由曹八里屯殯宮移葬位於清东陵孝陵旁的孝东陵（今河北省遵化县昌瑞山）。
董鄂氏未知何故有四種不同的稱呼，她可被稱為寧愨妃、寧謐妃，亦可被稱為安誠妃、安愨妃。